# بهترین آن‌ها
بهترین آن‌ها (به انگلیسی: Their Finest) فیلمی محصول سال ۲۰۱۶ و به کارگردانی لونه شرفی است. در این فیلم بازیگرانی همچون جما آرترتون، سم کلفلین، بیل نای، جک هیوستون، هلن مک‌کروری، ادی مارسن، جیک لیسی، ریچل استرلینگ، ریچارد ئی. گرانت، پال ریتر، جرمی آیرونز، هنری گودمن و کلودیا جسی ایفای نقش کرده‌اند.